# 妖怪 (司馬遼太郎)
『妖怪』（ようかい）は、司馬遼太郎の長編小説。1967年7月から翌年4月まで『読売新聞』に連載された。1969年5月、講談社刊（ISBN 978-4061304314）、のち講談社文庫。
足利義政の時代を背景とし、妖怪というものが実際に存在すると信じられた、荒廃した室町時代後期の人々の混乱を描く｡司馬にとって最後の幻術を扱った小説にあたる。

## あらすじ
熊野で亡母から室町幕府6代将軍・足利義教の落胤と言われて育った源四郎は、将軍になろうと決意して京に向かう｡
8代将軍義政の正室日野富子は男児を儲けていないこともあり、兄の日野勝光が何かに使えるかと源四郎を食客として抱える。富子のライバルである、義政の側室今参局（お今）の拉致を源四郎は命じられるが、お今に「憑いて」いる唐天子という強力な幻術師の術にかかり失敗する。源四郎は日野家を去り、幻術に打ち勝つため剣術修行をしたり、生活のため盗賊団の首領となったりする。その後も源四郎はたびたび富子とお今に関わり、唐天子に翻弄される。
富子は義政の子を流産すると、これを逆に利用し、お今が唐天子に命じて行わせた呪術によるものだと冤罪を着せお今を失脚させる。しかし、皮肉なことにその後も政情は落ち着かず、応仁の乱に到ることとなる。

## 批評
司馬との付き合いのあった梅原猛は「司馬遼太郎と国民文学の再生」の中で、本作を失敗作と批判している。
海音寺潮五郎は本作を『読売新聞』の書評において好意的に取り上げ、「こんなものをおもしろく読んでもらえるのだろうか」と書きあぐねていた司馬を元気付けている。

## 備考
源四郎の盟友が「印地」の大将となるが、本作における印地はやくざ者の集まりとされている。
本作でのお今は、少年の義政に最初にあてがわれた「伽役」以来の側室とされているが、『大舘持房行状』の発見以降の歴史学では乳母と考えられている。また本作では配流地で殺害されているが、史実では配流中に刺客に襲われ自害している。
本作での日野富子は能力を持て余した気儘な人物として描かれている。近年の研究では、幕府財政を支えた人物であり、蓄財もその一環だったのではないかと指摘されている。